# Rabi Raj Thapa
Rabi Raj Thapa (ur. 19 grudnia 1953) – nepalski bokser, uczestnik Letnich Igrzysk Olimpijskich 1980.
Na igrzyskach w Moskwie wystąpił w wadze muszej. W 1/16 finału miał wolny los, jednak w 1/8 finału przegrał przez RSC z Węgrem Jánosem Váradim, późniejszym brązowym medalistą tych zawodów.
Został działaczem sportowym, pełnił funkcję wiceprzewodniczącego Komitetu Olimpijskiego Nepalu i przewodniczącego Nepalskiego Związku Boksu Amatorskiego.